# Hemerobius coccophagus
Hemerobius coccophagus là một loài côn trùng trong họ Hemerobiidae thuộc bộ Neuroptera. Loài này được Göszy miêu tả năm 1852.